# Podest (spocznik)

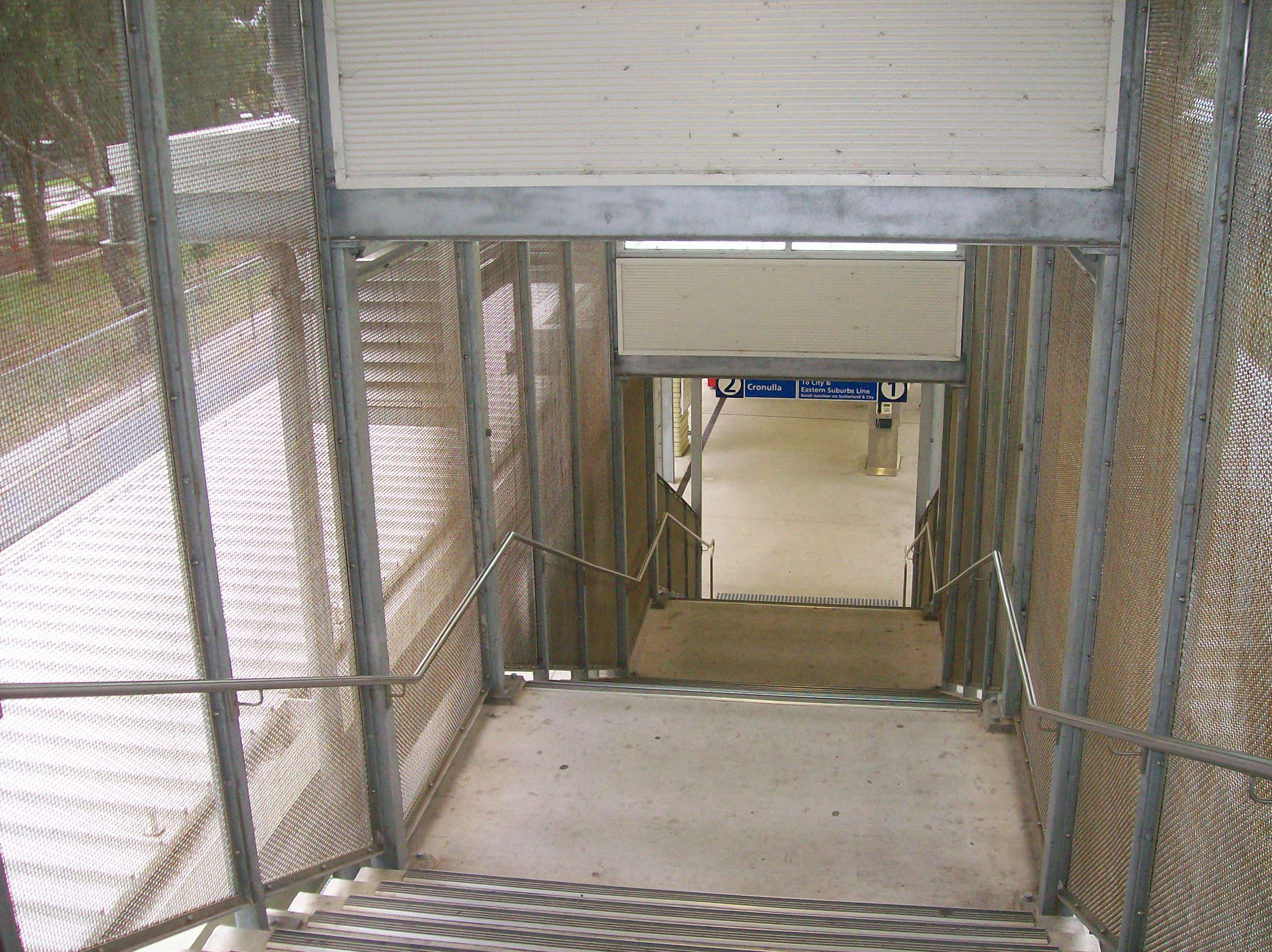
Spoczniki pomiędzy biegami schodów na stacji kolejowej

Podest (spocznik) – element schodów.
W poziomie kondygnacji jest to płyta stanowiąca początek lub koniec biegu schodowego, natomiast między dwiema kondygnacjami to płyta przedzielająca biegi schodowe (spocznik międzypiętrowy). Podest jest elementem funkcjonalnym, konstrukcyjnym i architektonicznym. Podest ma za zadanie umożliwienie wypoczynku oraz wygodne dojście do pomieszczeń.